# 金智贤 (射击运动员)
金智贤（2000年3月17日—），韩国女子射击运动员，2018年世界射击锦标赛女子10米气步枪团体金牌得主、2024年夏季奥林匹克运动会混合团体10米气步枪银牌得主。